# Хронович Володимир Михайлович
Володимир Хронович (19 жовтня 1890, м. Броди — 11 листопада 1973, м. Снятин) — український письменник, Народний вчитель України, член Спілки радянських письменників

## Життєпис
Народився 19 жовтня 1890 року у Бродах у родині шевця, що на той час мешкала на вулиці Музичній. Постійні нестатки змусили батька податися на заробітки за океан. Без засобів до існування, матеріально і морально скривджений, він повернувся у рідний край. Коли Володимирові пішов десятий рік, не стало матері. Через кілька місяців по тому батько привів у дім мачуху — людину прикрої вдачі. Нестатки в сім'ї змусили батька забрати сина з гімназії і віддати у виділову школу, яку закінчив 1906 року. З п'ятнадцяти років Володимир Хронович — круглий сирота. Закінчує школу і вступає до Сокальської державної вчительської семінарії, яку відмінно закінчив 1910 року.
У 1920-х роках В. Хронович часто зустрічався з Марком Черемшиною, був знайомий з дружиною письменника. Бере участь у літературному гуртку, організованому Наталією Семанюк у музеї Марка Черемшини (м. Снятин), який вона очолювала. Зустрічається з Василем Стефаником, Петром Козланюком, Іриною Вільде, Ольгою Кобилянською, Дмитром Павличком, Володимиром Самійленком, Дмитром Осічним й іншими.
1970 року його приймають у члени Спілки радянських письменників.
Помер Володимир Хронович 11 листопада 1973 року та похований на снятинському міському цвинтарі.

## Трудова діяльність
Педагогічне хрещення двадцятирічний учитель пройшов у с. Дуб'є Бродівського повіту. Перші твори — три сатиричні оповідання — надрукував 1911 року. За них його переводять у найглухіше містечко Топорів, потім до с. Хмільне, що під Лопатином. Але це не заставило замовкнути непокірного. Незабаром з'являється оповідання «Доля однієї з тих наймолодших». Повітова шкільна влада лютує. 1 травня 1913 року невгамовного Хроновича переводять до с. Тетевчиці Радехівського повіту. Він змушений був дати обіцянку шкільному інспекторові не виступати в журналі «Прапор» із жодними літературними творами. 1 вересня цього ж року був покараний переведенням до прикордонного с. Стремільче — недалеко від Берестечка, що над рікою Стир. Тоді ж в тижневику «Ілюстрована Україна» було надруковано два його вірші. В періодичній пресі, у збірниках, підручниках друкує вірші, оповідання.
Щоби позбутися тягару безперспективної служби тимчасового учителя й одержати право постійної педагогічної роботи, письменник становить 1913 року кваліфікаційний екзамен.
1914 року вибухнула Перша світова війна. Володимира Хроновича забирають на дійсну військову службу. Потрапляє до чеського міста Чеслав. Вивчає чеську мову, знайомиться з творами чеської класичної літератури. Вступає до полкової школи, а після її закінчення у званні кадета підхорунжого направлений на фронт. Був двічі поранений. Після другого поранення — майже рік лікувався у Краківському шпиталі.
У село Забір'я Равського повіту, де вчителювала дружина — полька, з якою побралися під час лікування у Кракові, В. Хронович повернувся 1921 року — в одній полатаній сорочці та поношеному військовому мундирі.
Співпрацював із щоденним часописом Івана Тиктора у Львові «Новий Час». Друкував гуморески та сатири під псевдонімом «Вуха та Сльоза». Згодом друкувався у видавництвах «Світ дитини» (ред. Михайло Таранько) та «Молода Україна».
У сім'ї злагоди не було. Дружина прагнула ополячити чоловіка. За його впертість (хоч був людиною скромною і вразливою) на зло розсекречувала псевдоніми чоловіка. Вже після війни — 1924 року, розсекречення дружиною псевдоніма під оповіданням «Дисциплінарне перенесення» спричинило переведення учителя із Равського до Снятинського повіту. Працював у селах Карлів (тепер Прутівка), пізніше в Тучапах і Будилові. З 1937 року уже літній, але енергійний письменник продовжує працювати директором Будилівської семирічної школи. Плідною була робота письменника на Снятинщині. Виступи перед вчителями та статті, що хвилювали учительство, сприяли тому, що педагогічна громадськість щороку обирала його головою товариства «Взаємна поміч вчителям».
Займається літературною та громадською роботою. Плакати, лозунги, «перчики», стенди, мапи району й області — все це робилося руками вчителя-письменника. Двадцять сім років незмінно оформляв «вікно сатири». Особливо пишався В. Хронович, що мав нагоду на ювілейному вечорі Василя Стефаника вручити класикові української літератури власноручно написаний олією портрет письменника — подарунок від учителів Снятинщини.
Фашистська Німеччина окупувала Снятинщину. Завойовники прибули до школи з обшуком, знищили бібліотеку, вилучили його твори, конфіскували ще не надруковані рукописи. Пограбували пасіку, настала голодна скрута. Все це настільки потрясло дружину, що вона важко захворіла, а 1946 року померла у чернівецькій лікарні.
У жовтні 1956 року виходить на заслужений відпочинок та оселяється у Снятині. Тоді вже був одружений вдруге — з бездітною вчителькою, яка ще перед війною збудувала у Снятині добротний будинок. Згодом при садибі піднявся гарний сад з виноградником та зразковою пасікою.
Відновилась його жага творчості. Зі шухляд добуто вцілілі записники, дещо із чернеток. Його оповідання друкуються у збірнику снятинських літераторів «Світанок над Прутом» на 68 стор., який видрукуваний 1960 року у Снятинській друкарні. Твори письменника виходять в альманасі обласного літературного об'єднання «Радянське Прикарпаття», в журналі «Жовтень».
Щоб не гризла самотність, довелося одружитись втретє.

## Сім'я— діти
- Син Альбін-Володимир (нар. 1915). 1938 року закінчив «Львівську політехніку» та був направлений на підвищення фаху до Італії. Під час війни був важко поранений. Під час лікування в англійському шпиталі одружився та оселився у Великій Британії. Викладав в університеті м. Лееде та був професором цього вишу, а також став одним із провідних інженерів мостобудування Великої Британії.

- Син Ігор 1940 року був призваний до лав Червоної армії. 1941 року в боях під Калініним важко поранений. Закінчив офіцерську медичну школу. Загинув 1945 року під час форсування ріки Одер.

- Дочка Стефанія (нар. 1939) закінчила Львівський університет, працювала вчителькою у с. Будилів. Після одруження з радянським офіцером мешкає у Рівному.

- Наймолодша дочка Людмила з чоловіком — інженером мешкає у Польщі.

## Окремі видання
- Пригоди Лиса Панаса та його дружини Мотрі. — 1922.
- Іванків день [Архівовано 25 липня 2018 у Wayback Machine.]. — Львів: Світ дитини, 1934.
- Мамусине серце: Невигадані історії. — Станіславське обл. книжково-газетне видавництво, 1961. — 108 с.
- З далеких літ: оповідання. — Київ: Радянський письменник, 1965. — 182 с.
- Іванків день: оповідання. — Київ: Веселка, 1966. — 72 с.
- Павло Богуш: повість. — Ужгород: Карпати, 1970. — 112 с.
- Мамусине серце: оповідання. — Київ: Веселка, 1994. — 64 с. — ISBN 5-301-01469-2.

## Вшанування пам'яті
- Напередодні столітнього ювілею письменника (1990) виконком Снятинської міської ради на звернення мешканців і міського осередку Товариства української мови імені Тараса Шевченка ухвалив перейменувати вулицю Піонерську на вулицю Володимира Хроновича. На цій вулиці є будинок, у якому тривалий час проживав письменник.
- Меморіальна таблиця В. Хроновичу встановлена на Тучапській школі (Снятинщина), де він вчителював.
- Трудова і творча діяльність Володимира Хроновича висвітлюється у Бродівському історико-краєзнавчому музеї.
- У Музеї культури і книги Покуття (м. Снятин) є куток, присвячений членові Спілки письменників Володимирові Хроновичу.
- Наприкінці 1990-х років вулицю у Бродах, де пройшли його дитячі роки, назвали на його честь.